# Henrik Hassel
Henrik Hassel, född 12 november 1700 i Jomala på Åland, död 18 augusti 1776 i Åbo, var en svensk-finsk vetenskapsman. Han var bror till Nils Hasselbom.

## Biografi
Hassel var son till komministern Henrik Hassel och hans hustru Magdalena Forsman, och måste vid fjorton års ålder tillsammans med föräldrar fly för ryssarna till Sverige, där han blev student vid Uppsala universitet 1718. 1726 promoverades han till filosofie doktor i Åbo, där han förvärvade sig ett så högt anseende, att han 1729 utnämndes till eloquentiæ professor. Genom Hassels insatser fick den romerska litteraturen ett anseende den tidigare saknat vid universitetet. Han kämpade även mot det Wolffska filosofisystemets utbredning vid Åbo universitet. 1773 utnämndes han till kansliråd. 
Hassel har författat en mängd disputationer och akademiska program.